# 홈리스 중학생

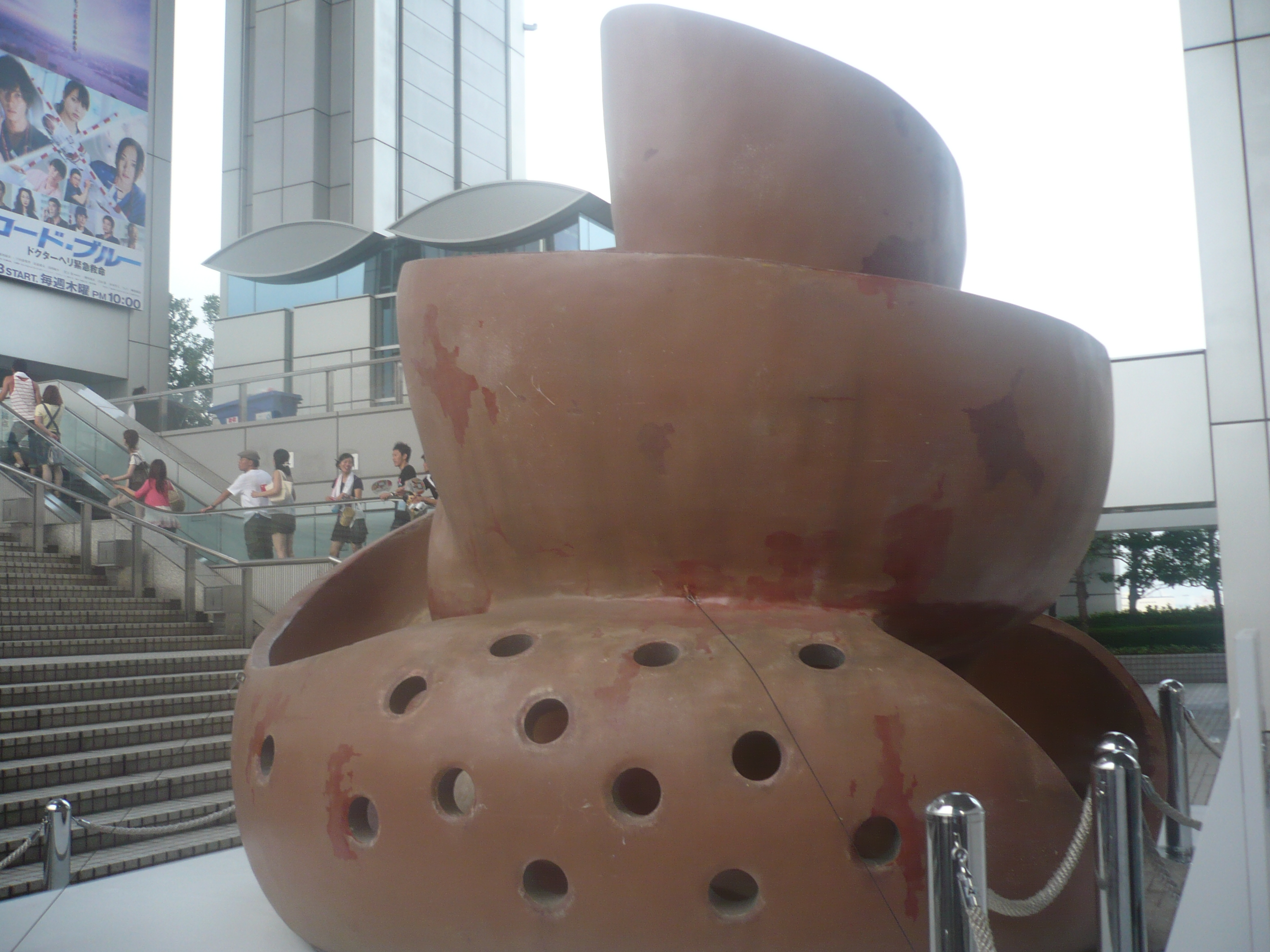
후지 TV 본사에 전시됐던 똥 모양 미끄럼틀

《홈리스 중학생》(ホームレス中学生 호무레스 주가쿠세이[*])은 일본의 희극 배우 다무라 히로시(田村 裕)의 자서전이다. 2007년 8월 31일 와니 북스를 통해 출판됐으며, 한국에는 2008년 10월 20일에 번역본이 출판됐다.
2008년엔 영화로 만들어졌고, 2008년·2009년엔 텔레비전 드라마로도 만들어졌다.